# ديك شاما
ديك شاما (بالإنجليزية: Dick Chama)‏ هو لاعب كرة قدم ومدرب كرة قدم زامبي في مركز قلب الدفاع، ولد في 11 فبراير 1946 في تشيليلابومبوي في زامبيا، وتوفي في 21 مارس 2006 في لوساكا في زامبيا. شارك مع منتخب زامبيا لكرة القدم. أما مع النوادي، فقد لعب مع غرين بافالوز.

## وصلات خارجية
- ديك شاما على موقع الاتحاد الدولي (مؤرشف)  (الإنجليزية)
- ديك شاما على موقع أوليمبيديا (الإنجليزية)